# 門松站
門松站（日语：／ Kadomatsu eki */?）是位於福岡縣糟屋郡粕屋町大字大隈52番12號，九州旅客鐵道（JR九州）的篠栗線（福北豐線）車站。車站編號為JC05。

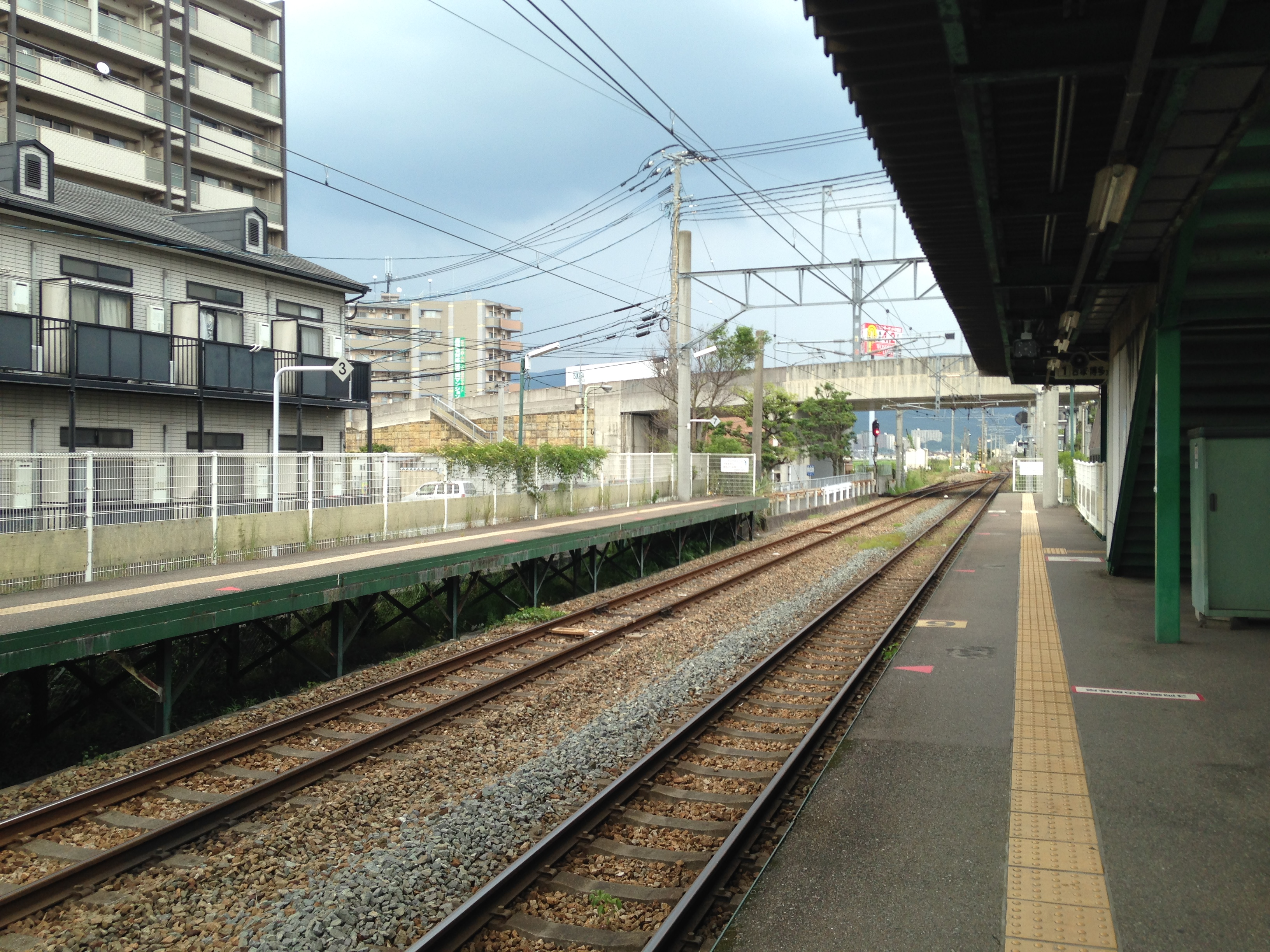
月台（2016年7月）

## 歷史
- 1987年（昭和62年）3月9日 - 日本國有鐵道開設臨時乘降場。當初此站只有1面1線月台。
- 1987年（昭和62年）4月1日 - 伴隨國鐵分割民營化，車站由九州旅客鐵道（JR九州）營運[1][2][3]。
- 2009年（平成21年）3月1日 - 此站可以使用IC卡「SUGOCA」[4]。

## 車站構造
本站是地面車站，設有2面2線的相對式月台。兩月台之間設有跨線橋連接。在博多與直方前進方向的轉轍器是單向開啟，因此快速列車通過時需要低速通過。
此站是業務委託車站，委托JR九州鐵道營業負責車站業務，車站職員只在日間當值，其餘時間沒有人當值。此站設有POS終端。站內設有自動閘機和自動售票機。此站不可購買SUGOCA，但可為SUGOCA增值。

### 月台
| 月台 | 路線     | 上下行 | 方向           |
| ---- | -------- | ------ | -------------- |
| 1    | 福北豐線 | 下行   | 博多方向       |
| 2    | 福北豐線 | 上行   | 篠栗、直方方向 |

## 使用狀況
在2019年（令和元年）度，1日平均乘車人次為1,383人。
| 年度   | 1日平均 上下車人次 | 1日平均 乘車人次 |
| ------ | ------------------ | ---------------- |
| 2006年 | 1,000              | -                |
| 2007年 | 2,200              | -                |
| 2008年 | 2,200              | -                |
| 2009年 | 2,100              | -                |
| 2010年 | 2,200              | -                |
| 2011年 | 2,200              | -                |
| 2012年 | 2,300              | -                |
| 2013年 | 2,500              | -                |
| 2014年 | 2,600              | -                |
| 2015年 | 2,700              | -                |
| 2016年 |                    | 1,374            |
| 2017年 |                    | 1,385            |
| 2018年 |                    | 1,385            |
| 2019年 |                    | 1,383            |

## 車站周邊
此站位於粕屋町東邊。於車站南邊約100米處設有縣道607號線，縣道與篠栗線並行。於車站東邊設有縣道35號線，縣道與篠栗線立體相交。車站南邊設有縣道607號與縣道35號相交處。
- TOKADO堂株式會社
- NAFCO（日语：ナフコ (ホームセンター)）篠栗店
- 篠栗九大之森（日语：篠栗九大の森）（距離此站2公里處）
- 福岡縣粕屋警署（日语：粕屋警察署）
- 粕屋農業協同組合（日语：粕屋農業協同組合）
  - 本所
  - 中部廣場
  - 農産物直銷所

## 相鄰車站
九州旅客鐵道（JR九州）
 福北豐線（篠栗線）
■快速
通過
■普通
篠栗（JC06）－門松（JC05）－長者原（JC04）

## 注腳
1. ↑  九州鉄道百年祭実行委員会・百年史編纂部会 (编).  初版. 九州旅客鉄道. 1988: 181 （日语）.
2. ↑  『交通年鑑 昭和63年版』 交通協力會，1988年3月。
3. ↑  今村都南雄 『民営化の效果と現実NTTとJR』 中央法規出版，1997年8月。ISBN 978-4805840863
4. ↑  . 交通新聞 (交通新聞社). 2009-03-03: 1 （日语）.
5. ↑  SUGOCA 利用可能エリア （页面存档备份，存于）（日語） 九州旅客鐵道，截至2016年3月26日（2016年10月5日參閲）
6. 1 2   (PDF). 九州旅客鉄道.   [2020-09-24]. （原始内容 (PDF)存档于2020-08-24） （日语）.
7. ↑  粕屋町 町勢要覽 JR不同車站的使用狀況
8. ↑   (PDF). 九州旅客鉄道.   [2019-03-10]. （原始内容 (PDF)存档于2018-07-17） （日语）.
9. ↑   (PDF). 九州旅客鉄道.   [2019-07-27]. （原始内容 (PDF)存档于2019-12-06） （日语）.

## 外部連結
- 門松（車站資訊） - 九州旅客鐵道（日語）